# Stenochrus
Genre
Stenochrus est un genre de schizomides de la famille des Hubbardiidae.

## Distribution
Les espèces de ce genre se rencontrent en Amérique tropicale. Stenochrus portoricensis a été introduite en Europe.

## Liste des espèces
Selon Monjaraz-Ruedas, Prendini et Francke en 2019 :
- Stenochrus alcalai Monjaraz-Ruedas & Francke, 2018
- Stenochrus chimalapas Monjaraz-Ruedas & Francke, 2018
- Stenochrus gruta Monjaraz-Ruedas & Francke, 2018
- Stenochrus guatemalensis (Chamberlin, 1922)
- Stenochrus leon Armas, 1995
- Stenochrus pecki (Rowland, 1973)
- Stenochrus portoricensis Chamberlin, 1922

## Systématique et taxinomie
Ce genre a été démembré par Monjaraz-Ruedas, Prendini et Francke en 2019.
Heteroschizomus a été relevé de sa synonymie et les genres Ambulantactus, Baalrog, Harveyus, Nahual, Schizophyxia et Troglostenochrus ont été décrits.

## Publication originale
- Chamberlin, 1922 : Two new American arachnids of the order Pedipalpida. Proceedings of the Biological Society of Washington, vol. 35, no 1, p. 1-12.